# Kleinkirchberg
Kleinkirchberg ist eine Ortschaft und eine Katastralgemeinde der Marktgemeinde Sitzendorf an der Schmida im Bezirk Hollabrunn in Niederösterreich. Die Ortschaft hat 109 Einwohner (Stand 1. Jänner 2024). Bis Ende 1965 war Kleinkirchberg eine eigenständige Gemeinde.

## Geografie
Das kleine Dorf befindet sich südlich von Sitzendorf, mit dem es mittlerweile verwachsen ist. Westlich am Ort fließt die Schmida vorüber und durch den Ort führt die Landesstraße L49.

## Geschichte
Die hiesigen Ganzlehner waren nach Schweickhardt mit 30 Joch bestiftet, die Halblehner mit zwölf Joch und die Viertellehner mit vier Joch; der Haupterwerb waren der Acker- und der Weinbau.
Laut Adressbuch von Österreich waren im Jahr 1938 in der Ortsgemeinde Kleinkirchberg ein Gemischtwarenhändler, eine Hebamme und ein Landwirt mit Ab-Hof-Verkauf ansässig.
Mit 1. Jänner 1966 wurde im Zuge der Niederösterreichischen Kommunalstrukturverbesserung die bis dahin selbständige Gemeinde Kleinkirchberg nach Sitzendorf an der Schmida eingemeindet.